# 馬齊·戈翁布
馬齊·戈翁布（波蘭語：Maciej Gołąb）（1952年10月25日出生於波蘭倫堡）為波蘭音樂學家、弗羅茨瓦夫大學教授，自 2003 年起擔任該校音樂學組之負責人，並在其於 2009 年升等改組後繼續擔任負責人，並於其升等為音樂學學系暨研究所後於 2015 年至 2020 年擔任其系主任。

## 生平
於出生地之高中 Liceum Ogólnokształcącego im. Stefana Żeromskiego w Lęborku 畢業後，戈翁布在1971–76年間於華沙大學與約瑟夫·霍旻斯基、索菲亞·麗莎以及安娜·契坎諾夫斯卡等教授 學習音樂學。在約瑟夫·霍旻斯基教授的指導下，戈翁布於1981年以論文 Teoria i jej kompozytorskie aspekty w muzyce dwunastotonowej I połowy XX wieku（暫譯：《二十世紀上半葉十二音列音樂的理論與作曲》）獲得博士學位。他在1990年以論文 Chromatyka i tonalność w muzyce Chopina（暫譯：《蕭邦音樂中的半音技法與調性》）於華沙大學歷史學院獲得特許任教資格，並於1999年獲得人文研究教授的頭銜。
戈翁布於1978–2003年間於華沙大學音樂學系暨研究所教授音樂史與音樂理論，他也曾於美國印第安納州布盧明頓市與德國美茵茲市之大學擔任客座教授。
戈翁布是多個期刊的編輯委員，其中包括波蘭音樂季刊《音樂》（Muzyka，自1996年至今）、半年刊 Audiosfera. Koncepcje-badania-praktyki（暫譯：《聲景：概念、研究與實踐》，自2015年至今）以及 The Chopin Review / Studia Chopinowskie（自2018年至今）。自2005年起，他也是弗羅茨瓦夫大學音樂學叢刊 Musicologica Wratislaviensia 的編輯，而自2012年起他也擔任 Eastern European Studies in Musicology（Peter Lang International Academic Publishers）系列的編輯。戈翁布於2003年重啟弗羅茨瓦夫大學音樂學系暨研究所。
戈翁布於2004年因著作 Spór o granice poznania dzieła muzycznego（暫譯：《論對音樂作品認識之界線》）而獲得波蘭教育部獎。他於2012年獲頒金十字榮譽勳章（Złoty Krzyż Zasługi）。他於2012–16年間擔任弗羅茨瓦夫大學教務委員會成員，並於2015–18年間為波蘭研究院藝術研究委員會之成員。2022年戈翁布因著作 Mazurek Dąbrowskiego. Muzyczne narodziny hymnu（暫譯：《東布洛夫斯基的馬祖卡：波蘭國歌的誕生》）於 Academia 2022 以及 Klio 2022 比賽中獲獎，同時也入圍約翰·德烏戈什獎。

## 研究興趣
馬齊·戈翁布的研究興趣集中在三個方面：二十世紀當代音樂史、音樂學研究法以及弗雷德里克·蕭邦的作品與其接受之研究。
他的第一本專著（波蘭文版：1987年出版）以近期的音樂理論史為主題，介紹二十世紀上半葉十二音列理論史以及其與作曲技法的關係。在第二本專著（波蘭文版：1990年出版；德文版：1995年出版）中，戈翁布從音樂理論史以及功能分析的角度出發，審視蕭邦音樂中和聲與調性的多樣性質。他的下一本專著（波蘭文版：1995年出版；英文版：1995年出版）聚焦於被遺忘的波蘭作曲家約瑟夫·科夫勒 (Józef Koffler）的生平以及創作，其於長達二十年的戰間期在音樂文化始史中扮演著一定的角色。戈翁布最重要的著作之一 Spór o granice poznania dzieła muzycznego（暫譯：《論對音樂作品認識之界線》）屬於音樂分析理論以及知識論的領域，探討對於音樂作品的認識之歷史以及系統（波蘭文版：2003年出版，2012年再版；英文版：2008年出版）。而以約瑟夫·M·霍明斯基（Józef M. Chomiński）的介紹以及學術創作為主題的專著（波蘭文版：2008年出版）則為作者對音樂學之社會史以及音樂學方法論反思的結晶。戈翁布接下來的專著（波蘭文版：2011年出版；英文版：2015年出版）聚焦於二十世紀音樂當代主義史，並透過其與十九世紀音樂之關係以及從擴展音樂性之定義的角度來進行研究。以蕭邦作品以及其接受為主題的著作僅以英文出版（2014年），記錄了戈翁布多年來對蕭邦研究之演變。他最新的專書以系統性的方式介紹了波蘭國歌〈東布洛夫斯基的馬祖卡〉的出現以及接受史。
其他由戈翁布主編、並由多位作者貢獻的研究專書主題則是其研究興趣的延伸，包括：蕭邦音樂風格的演變（1993年）、弗羅茨瓦夫大學音樂學研究的歷史（2005年）以及蕭邦在波蘭文化中的角色（2009年）。
他在波蘭以及其他國家出版了超過一百六十篇論文著作。

## 以波蘭文出版的專書
- Dodekafonia. Studia nad teorią i kompozycją pierwszej połowy XX wieku（暫譯：《十二音技法。二十世紀上半葉音樂理論與作曲技法之研究》）（比得哥什，1987年）
- Chromatyka i tonalność w muzyce Chopina（暫譯：《蕭邦音樂中的半音技法與調性》）（華沙，1990年；克拉科夫，1991年第二版）
- Józef Koffler（暫譯：《約瑟夫·科夫勒》）（克拉科夫，1995年）
- Spór o granice poznania dzieła muzycznego（暫譯：《論對音樂作品認識之界線》）（弗羅茨瓦夫，2003年；托倫，2012年第二版）
- Józef Michał Chomiński. Biografia i rekonstrukcja metodologii（暫譯：《約瑟夫·M·霍明斯基：傳記與研究法之重建》）（弗羅茨瓦夫，2008年）
- Muzyczna moderna w XX wieku. Między kontynuacją, nowością a zmianą fonosystemu（暫譯：《二十世紀音樂當代主義：傳承、創新與聲響系統的改變》）（弗羅茨瓦夫，2011年）
- Mazurek Dąbrowskiego. Muzyczne narodziny hymnu（暫譯：《東布洛夫斯基的馬祖卡：波蘭國歌的誕生》）（華沙，2021年）。

## 譯至德文與英文的專書
- Chopins Harmonik. Chromatik in ihrer Beziehung zur Tonalität, tłum. B. Hirszenberg (Köln 1995),
- Józef Koffler. Compositional Style and Source Documents, trans. M. Kapelański, L. Schubert i M. Żebrowski (Los Angeles 2004)
- Musical Work Analysis. An Epistemological Debate, trans. W. Bońkowski (Frankfurt am Main, Berlin, Bern, Bruxelles, New York, Oxford, Wien 2008)
- Musical Modernism in the Twentieth Century. Between Continuation, Innovation and Change of Phonosystem, trans. W. Bońkowski (Frankfurt am Main, Berlin, Bern, Bruxelles, New York, Oxford, Warszawa, Wien 2015)
- Twelve Studies in Chopin. Style, Aesthetics and Reception, trans. W. Bońkowski, J. Comber and M. Kapelański (Frankfurt am Main, Berlin, Bern, Bruxelles, New York, Oxford, Warszawa, Wien 2014).

## 主編的專書
- Przemiany stylu Chopina（暫譯：《蕭邦音樂風格的演變》）（克拉科夫，1993年）
- Muzykologia we Wrocławiu. Ludzie – historia – perspektywy（暫譯：《弗羅茨瓦夫的音樂學：人、歷史與觀點》）（弗羅茨瓦夫，2005年）
- Chopin w kulturze polskiej（暫譯：《波蘭文化中的蕭邦》）（弗羅茨瓦夫，2009年）